# WASP-89
WASP-89 — одиночная звезда в созвездии Козерога на расстоянии приблизительно 900 световых лет (около 276 парсеков) от Солнца. Вокруг звезды обращается, как минимум, одна планета.

## Характеристики
WASP-89 — оранжевый карлик спектрального класса K3V. Видимая звёздная величина звезды — +13,1m. Масса — около 0,92 солнечной, радиус — около 0,88 солнечного. Эффективная температура — около 5130 K, металличность звезды оценивается в 0,15. Возраст звезды определён около 1,3 млрд лет.

## Планетная система
В 2014 году у звезды обнаружена планета (WASP-89 b).